# Eupatula javanensis
Eupatula javanensis là một loài bướm đêm trong họ Noctuidae.